# Pole tensorowe
Pole tensorowe – pole, które każdemu punktowi przestrzeni {\displaystyle n}-wymiarowej przypisuje pewien tensor. Pole tensorowe jest opisywane przez {\displaystyle N=n^{r}} funkcji o {\displaystyle n} zmiennych, gdzie {\displaystyle r} – rząd tensora, czyli liczba jego indeksów.

## Oznaczenia pól tensorowych
Funkcje, za pomocą których opisuje się pole tensorowe, zazwyczaj oznacza się symbolami z ciągiem indeksów, np. w postaci
{\displaystyle A^{\alpha _{1},\dots ,\alpha _{r}},} {\displaystyle {}\quad \alpha _{1},\dots ,\alpha _{r}=1,\dots ,n}
gdzie {\displaystyle r} – jest rzędem tensora. Liczba funkcji wynosi {\displaystyle N=n^{r}.}
Wartości {\displaystyle A^{\alpha _{1},\dots ,\alpha _{r}}(x_{1},\dots ,x_{r})} funkcji pola tensorowego w danym punkcie {\displaystyle (x_{1},\dots ,x_{n})} przy ustalonych wartościach indeksów nazywa się współrzędnymi tensora w tym punkcie.
Np. w przestrzeni {\displaystyle 3}-wymiarowej tensor 2. rzędu jest reprezentowany przez zespół {\displaystyle n^{r}=3^{2}=9} funkcji postaci {\displaystyle A^{\alpha _{1},\alpha _{2}}(x,y,z),} które mają {\displaystyle 2} indeksy; funkcje te reprezentuje się zazwyczaj za pomocą macierzy {\displaystyle 3\times 3}
{\displaystyle {\begin{aligned}\mathbf {A} (x,y,z)&={\begin{bmatrix}A^{11}(x,y,z)&A^{12}(x,y,z)&A^{13}(x,y,z)\\A^{21}(x,y,z)&A^{22}(x,y,z)&A^{23}(x,y,z)\\A^{31}(x,y,z)&A^{32}(x,y,z)&A^{33}(x,y,z)\end{bmatrix}}\end{aligned}},}
a np. wartość {\displaystyle A^{1,2}(x,y,z)} jest współrzędną 1,2 tensora w punkcie {\displaystyle (x,y,z).}

## Szczególne przypadki pól tensorowych
- pola skalarne – pola, które punktom przestrzeni przypisują pojedyncze liczby (tensor zerowego rzędu jest skalarem)
- pola wektorowe – pola, które punktom przestrzeni przypisują wielkości wektorowe (tensor pierwszego rzędu jest wektorem)

## Twierdzenia
Tw. 1: Pole gradientu pola skalarnego jest polem wektorowym.
Tw. 2: Pole pochodnych cząstkowych pola wektorowego jest polem tensorowym (w niekrzywoliniowym układzie współrzędnych).